# Goodyear Tire and Rubber Company

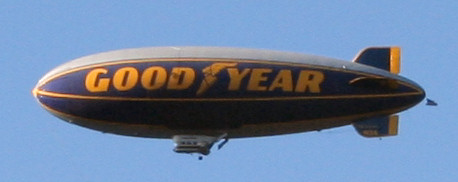
Sterowiec Goodyear

Goodyear Tire and Rubber Company – amerykańskie przedsiębiorstwo, trzeci na świecie pod względem wielkości producent opon i gumy (zaraz po firmie Bridgestone i Michelin). Koncern produkuje opony na potrzeby przemysłu samochodowego, lotniczego, sportów motorowych, ciężkich maszyn przemysłowych. Dodatkowo wykonuje gumowe węże, podeszwy i części do drukarek. Główna siedziba znajduje się w Akron w stanie Ohio.
Koncern produkuje opony przeznaczone na rynek samochodowy pod markami: Goodyear, Dębica, Dunlop, Fulda i Sava.
Koncern został założony w 1898 roku przez Franka Seiberlinga, a jego nazwa pochodzi od nazwiska znanego amerykańskiego wynalazcy Charlesa Goodyeara.
Nazwa Goodyear znana jest także na świecie ze sławnych sterowców Goodyear. Po drugiej wojnie światowej firma działająca w branży przemysłu lotniczego Goodyear Aircraft Company (zależna od Goodyear Tire and Rubber Company), zmieniła nazwę na Goodyear Aerospace Corporation.

## Historia
- 1898 – otwarcie pierwszej fabryki w Akron w stanie Ohio i rozpoczęcie produkcji (pierwsze wyroby to rowery, opony do wozów czy podkładki gumowe pod końskie podkowy);
- 1901 – Seiberling oferuje opony rajdowe aby pomóc Henry’emu Fordowi w rozpoczęciu wyścigów samochodowych;
- 1903 – udzielenie patentu na pierwszą oponę bezdętkową[2];
- 1908 – Model T Forda został wyposażony w opony Goodyear;
- 1909 – produkcja pierwszej opony dla przemysłu lotniczego;
- 1917 – produkcja sterowców i balonów na potrzeby armii USA podczas I wojny światowej;
- 1919 – samochód wyposażony w opony firmy Goodyear zwycięża w wyścigach Indianapolis 500;
- 1922 – zatrzymanie produkcji opon rajdowych po krachu ekonomicznym;
- 1937 – skonstruowanie opon z kauczuku syntetycznego;
- 1951 – pierwszy rok ze sprzedażą o wartości 1 miliarda dolarów;
- 1962 – nabycie niemieckiej firmy oponiarskiej Fulda;
- 1963 – produkcja miliardowej opony;
- 1964 – debiut w Formule 1;
- 1965 – pierwsze zwycięstwo Goodyear w F1 z bolidem Honda;
- 1971 – dostarczenie opon do misji kosmicznej Apollo 14[3];
- 1977 – wprowadzenie na rynek opony całorocznej;
- 1992 – wprowadzenie na rynek opony run-on-flat;
- 1995 – nabycie kontrolnego pakietu akcji spółki T.C. Dębica S.A.[4];
- 1997 – nabycie 60% udziałów słoweńskiej spółki Sava Tires d.o.o.;
- 1998 – wycofanie się z dostarczania opon zespołom Formuły 1;
- 2006 – strajk pracowniczy w zakładach w USA i Kanadzie;
- 2021 – Goodyear przejmuje Cooper Tire & Rubber Company[5];